# Lenguas formosanas
Las lenguas formosanas son un grupo de lenguas austronesias habladas por los habitantes aborígenes de Taiwán. Actualmente solo un 2 % de la población taiwanesa habla alguna de estas lenguas.
Las lenguas formosanas se consideran actualmente un grupo parafilético que conforman la base de la familia austronesia, y se sugiere que del grupo paiwánico se derivaron las lenguas malayo-polinesias. 
Así pues se puede considerar a las lenguas formosanas como originarias de las demás lenguas austronesias. La población moderna de origen chino comenzó su inmigración hacia 1650, hablaban dialectos hakka y min del sur, los cuales evolucionaron hasta convertirse en el actual taiwanés, perteneciente a la familia sino-tibetana.

## Familia austronesia
Las subfamilias austronesias se pueden considerar formosanas. La siguiente clasificación va de acuerdo con Austronesian Basic Vocabulary Database y las subfamilias se indican con los colores del mapa:
     Kavalánico
- Basay
- Kavalan
- Ketagalan

     Formosano septentrional
Con 97 % de confiabilidad en la unidad del grupo.
- Thao (o Sao, Brawbaw, Shtafari)
- Llanos occidentales
  - Babuza (o Favorlang, Taokas, Poavosa)
  - Popora-Hoanya
- Saisiyat
- Pazeh (o Kulun)
- Atayálico
  - Atayal
  - Seediq (o Truku, Taroko)

     Ami
- Sakizaya
- Nataorano (Amis Norte)
- Amis

     Bunun
- Bunun

     Tsou-Rukai (85 %)
- Tsouic
  - Tsou
  - Saaroa
  - Kanakanabu
- Rukai

     Sirayáico
- Makatao
- Siraya
- Taivoan

     Puyuma
- Puyuma

     Paiwánico El grupo malayo-polinesio y el paiwán forman una unidad con una confiabilidad del 75 %.
- Paiwan (Sur de Formosa)
- Malayo-polinesio de gran extensión marítima/insular.

## Mapas
|                    |
| Idiomas formosanos |

|                                      |
| Lenguas formosanas, per Blust (1999) |

|                                     |
| Lenguas formosanas, per Ross (2009) |